# 폴로우 댓 드림
폴로우 댓 드림(Follow That Dream)은 미국에서 제작된 고든 더글러스 감독의 1962년 코미디, 뮤지컬 영화이다. 엘비스 프레슬리 등이 주연으로 출연하였고 데이비드 와이스바트 등이 제작에 참여하였다.

## 출연

### 주연
- 엘비스 프레슬리
- 아서 오코넬

### 조연
- 앤 헴
- 조안나 쿡 무어
- 잭 크러쉔
- 시몬 오클랜드
- 롤랜드 윈터스
- 앨런 휴윗
- 하워드 맥니어
- 프랭크 데코바
- 허버트 러들리
- 개빈 쿤
- 로버트 카리카트
- 베리 루소

## 제작진
- 원작자: 허먼 로처
- 원작자: 리처드 포웰
- 세트: 프레드 M. 맥클린

### DVD Reviews
- Review of the movie collection "Elvis: MGM Movie Legends Collection (Follow That Dream, Kid Galahad, Frankie and Johnny, Clambake) 보관됨 2013-01-22 - archive.today by Paul Mavis at DVD Talk, July 24, 2007.